# Bayadera melanopteryx
Bayadera melanopteryx là loài chuồn chuồn trong họ Euphaeidae (Epallagidae). Loài này được Ris mô tả khoa học đầu tiên năm 1912.